# Tert-Butanol
tert-Butanol eller 2-metyl-2-propanol alternativt 2-metylpropan-2-ol är den enklaste tertiära alkoholen och har formeln C4H9OH.

## Egenskaper
Till skillnad från sina isomerer 1-butanol, 2-butanol och isobutanol är tert-butanol fullständigt blandbar med vatten. Den är dessutom fast vid rumstemperatur och smälter vid 25,6 °C vilket är betydligt högre än de andra butanolerna som smälter runt -100 °C.

## Framställning
tert-Butanol kan framställas genom hydratisering av isobuten.
  +      {\displaystyle \rightarrow } 

## Användning
tert-Butanol används som lösningsmedel, för denaturering av teknisk sprit. Etern av tert-butanol och metanol, MTBE (metyl-tert-butyleter), används som oktantalshöjande tillsats i bensin.